# Lars Wengberg
Lars Wendberg (26 de marzo de 1952) es un deportista sueco que compitió en bádminton, en las modalidades de dobles y dobles mixto.
Ganó cuatro medallas en el Campeonato Europeo de Bádminton entre los años 1980 y 1984.

## Palmarés internacional
| Campeonato Europeo | Campeonato Europeo      | Campeonato Europeo | Campeonato Europeo |
| Año                | Lugar                   | Medalla            | Prueba             |
| ------------------ | ----------------------- | ------------------ | ------------------ |
| 1980               | Groninga (Países Bajos) | Medalla de plata   | Dobles mixto       |
| 1982               | Böblingen (RFA)         | Medalla de bronce  | Dobles             |
| 1982               | Böblingen (RFA)         | Medalla de bronce  | Dobles mixto       |
| 1984               | Preston (Reino Unido)   | Medalla de bronce  | Dobles             |